# Swissôtel
Swissôtel Hotels and Resorts es una cadena de hoteles de Suiza. Tiene su sede en el Prioria Business Center en el Aeropuerto de Zúrich en Kloten. SAirGroup gestionó la cadena, hasta que en el 2001, Raffles Holdings compró la cadena de Swissôtel.

## Historia corporativa

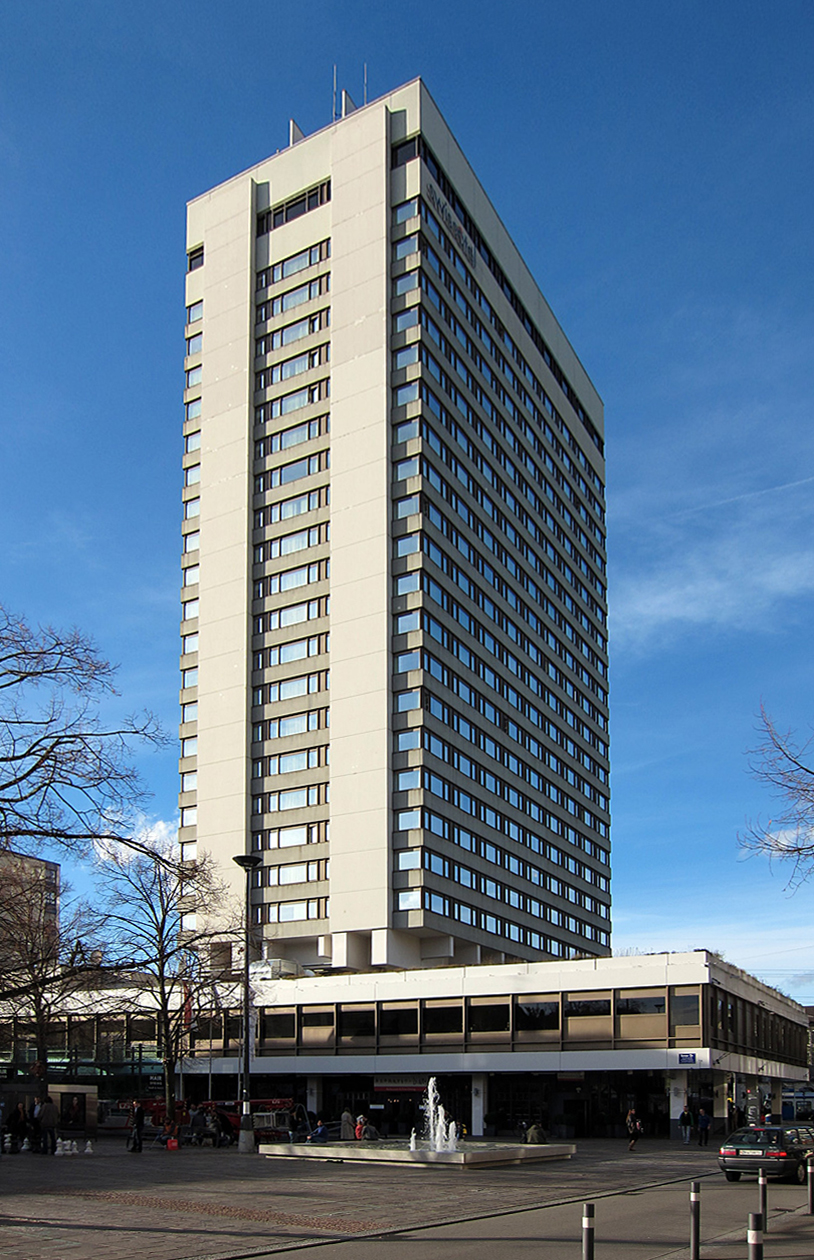
Swissôtel en el barrio Oerlikon de Zúrich, parte del grupo desde su fundación.

Swissôtel se fundó en 1981 como una empresa conjunta entre los grupos Swissair y Nestlé con su sede en la ciudad  Suiza de Zúrich. Inicialmente los hoteles fueron operados en Berna, Nueva York, Ginebra y Zúrich. En 1990, el grupo hotelero se convirtió en una filial de propiedad total del grupo Swissair y en 1996 su sede se trasladó de Zúrich a Nueva York.
En 2001, con la aerolínea matriz en las serias dificultades financieras que eventualmente llevaron a su desaparición, Swissôtel fue vendida a Raffles Holdings Limited, los propietarios del famoso Raffles Hotel en Singapur. En julio de 2005, Colony Capital, una empresa privada de inversión internacional, adquirió Raffles International Limited, la compañía que en esta etapa era propietaria de las marcas Raffles y Swissôtel.
En mayo de 2006, Colony Capital, junto con Kingdom Hotels International, adquirió  Fairmont Hotels & Resorts. Con la finalización de la transacción, las carteras Fairmont y Raffles International se combinaron, transformando a las compañías en un líder global de hoteles con sede en Toronto [llamado Toronto Fairmont Raffles Hotels International], con 120 hoteles en 23 países bajo tres marcas - Fairmont, Raffles y Swissôtel.
Después de la transacción, la oficina corporativa de Swissôtel Hotels & Resorts regresó a Zúrich, donde estaba presidida por el presidente, Meinhard Huck, quien se retiró en 2013.
En diciembre de 2015, Accor compró Swissotel, junto con los hoteles Raffles y Fairmont en un acuerdo de $ 2.9 mil millones.

## Actividades
Swissôtel Hotels and Resorts tiene más de 30 hoteles en 16 países. La compañía tiene su sede en Zúrich, Suiza. Swissôtel es parte de la cartera de marcas de hoteles de lujo del grupo AccorHotels.

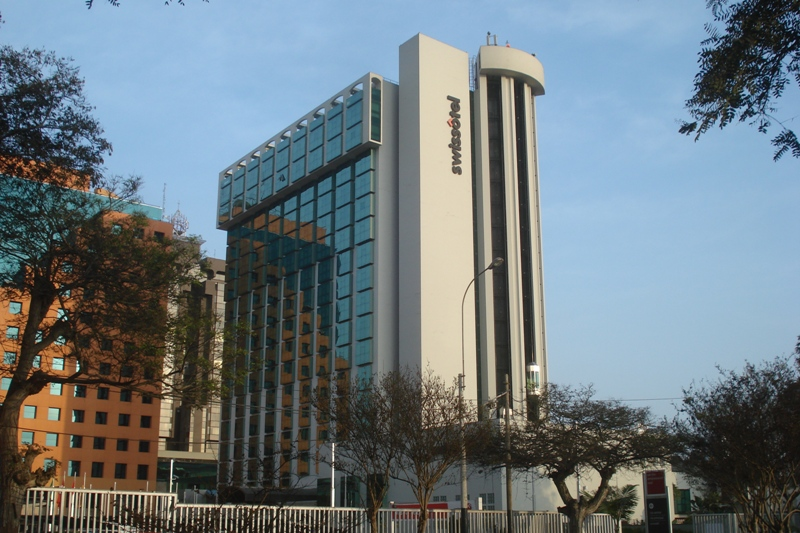
El Swissôtel de Lima, Perú

## Hoteles
- Swissôtel The Stamford

## Polémica
A mediados de 2017, una de sus sedes hoteleras ubicada en Lima, Perú, fue acusada sin evidencia de añadir sustancias a una infusión que fue ingerida por el futbolista peruano, Paolo Guerrero, que había salido positivo en el examen de metabolitos de drogas, cuando la selección peruana había clasificado para un partido de repechaje contra Nueva Zelanda por la clasificación a la Copa Mundial de Fútbol Rusia 2018. Sin embargo, nunca se mostró evidencia que respaldara tal acusación. Guerrero fue sancionado con varios meses sin jugar, incluyendo los partidos contra la selección neozelandesa; sin embargo, llegó justo a tiempo para jugar los tres partidos de la fase de grupos de la cita mundialista en 2018.